# Fatma El Mehdi
Fatma El Mehdi ou Fatma Mehdi Hassan, née en 1969 à Smara au Sahara Occidental, est une militante sahraouie. Elle est secrétaire générale de l'Union nationale des femmes sahraouies. El Mehdi est également la première femme sahraouie à assister à une conférence des Nations unies sur les droits des femmes. Elle est présidente du Comité des femmes et de l'égalité dans l'Economic, Social and Cultural Council (en) (ECOSOCC). El Mehdi a vécu dans un camp de réfugiés algériens pendant une quarantaine d'années.

## Biographie
Elle est née à Smara, province d'Es-Semara au Sahara Occidental.
Fatma El Mehdi grandit pendant le conflit du Sahara occidental entre la République arabe sahraouie démocratique / Front Polisario et le royaume du Maroc. Pendant le conflit, les femmes sahraouies créent et administrent un réseau national associé à des ministères, des établissements d'enseignement, des unions civiles de masse et des conseils locaux qui ont réorganisé l'ordre politique et social du Sahara occidental après la révolution nationale sahraouie.

## Enfance
À l'âge de sept ans, en 1975, elle est évacuée d'El Aaiún, s'échappant au milieu des bombes et du napalm,. Elle marche pendant des jours avec un petit groupe d'hommes et de femmes sans nourriture ni eau jusqu'à ce qu'elle arrive dans l'un des premiers camps de réfugiés sahraouis.

## Combat
Fatma El Mehdi lutte pour l'indépendance du Sahara occidental à l'égard du Maroc. Elle est la secrétaire générale de l'Union nationale des femmes sahraouies à New York. Elle a pour objectif de partager l'histoire, le récit et les rêves de ses compatriotes du Sahara occidental.
Elle recherche le soutien de la communauté internationale, sans laquelle il lui paraît impossible d'obtenir un référendum d'autodétermination des Sahraouis - le Maroc s'opposant au principe d'un tel référendum. Elle est critique à l'égard de la France, qui de son point de vue, appuie la politique marocaine. Elle est également critique à l'égard des médias, qui n'accorderaient pas suffisamment de place au traitement de la cause sahraouie. 
El Mehdi est la première femme sahraouie à participer à la conférence des Nations unies sur les droits des femmes.